# 东拓大楼
东拓大楼位于新京市大同大街406-408号（今长春市人民大街2080号），为东洋拓殖株式会社新京支店的办公楼，其后满洲重工业开发株式会社也进驻此楼办公。
大楼由日本东京池田忠治建筑事务所设计和监理，褔昌公司工事部施工，于1937年5月7日动工，1938年8月20日竣工。建筑采用钢筋混凝土框架结构，地上四层，半地下室一层，建筑面积8429平方米，工程造价100万元。
该楼外立面形式简洁，主次入口高大的门罩采用黑色大理石贴面，楼体腰线以下用浅色人造石装饰，腰线以上贴灰白色面砖，楼体拐角部上方设有旗杆。
大楼曾先后为中国人民解放军吉林省军区、吉林日报社使用，1991年在楼顶另加建两层，外立面现以褐色面砖重新贴面。此楼现为长春市文物保护单位。